# Železniční nehoda v Bezděčíně
Železniční nehoda v Bezděčíně u Mladé Boleslavi na železniční trati Nymburk – Mladá Boleslav se stala v pondělí 28. července 1969 ve 22:47. Autobus ČSAD Škoda 706 RTO s přívěsným vozem většinou rozvážel dělníky z odpolední směny ve Škodovce mezi Mladou Boleslaví a Benátkami nad Jizerou. Protože závory nebyly staženy, vjel na přejezd a zde se střetl s projíždějícím osobním vlakem na trase z České Lípy do Nymburka. Parní lokomotiva 354.137 zachytila nárazníkem dveře autobusu a táhla jej přes 30 metrů. Přívěsný vůz začal rotovat a asi čtyřikrát se otočil.
Při nehodě zemřelo 23 osob včetně řidiče autobusu, později zemřel další člověk v nemocnici. Těžce zraněni byli 4 lidé a 16 jich bylo zraněno lehce. Celkem 9 obětí pocházelo z Pískové Lhoty, šest z Benátek nad Jizerou, čtyři z Dražic a tři mrtví pocházeli z Brodců nad Jizerou. Nejmladší oběť byla osmnáctiletá dívka z Pískové Lhoty. Mezi oběťmi bylo 20 zaměstnanců mladoboleslavské škodovky. Za nespuštění závor byla závorářka odsouzena k 5 letům vězení. Uvězněna byla asi polovinu trestu, pak onemocněla rakovinou a zemřela. Za spoluviníka byl označen i zemřelý řidič autobusu. Podle počtu obětí je to 6. největší železniční nehoda v Česku. Je také druhou nejtragičtější na železničním přejezdu po nehodě v Podivíně v roce 1950.

## Ilustrační fotografie

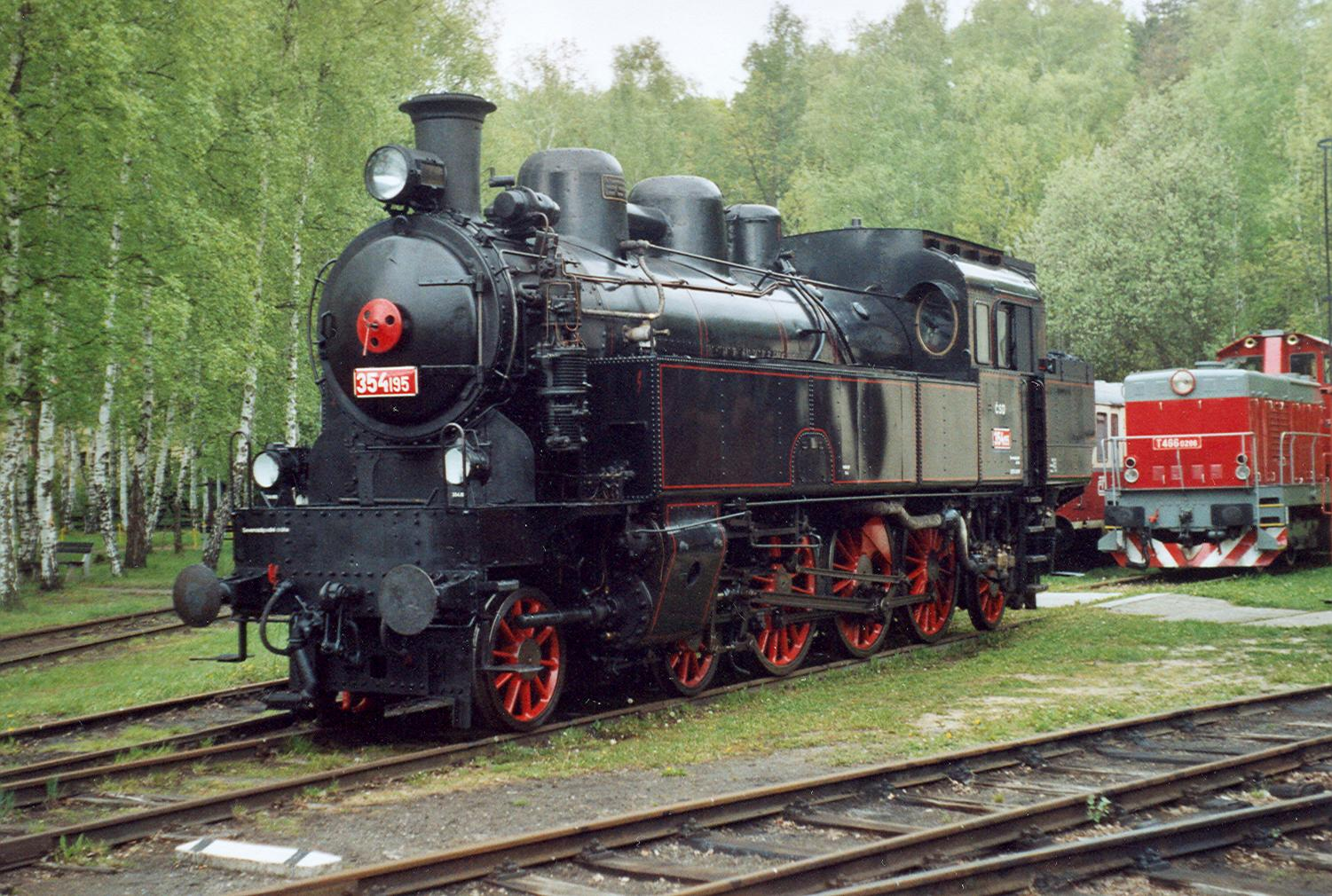
Lokomotiva řady 354.1
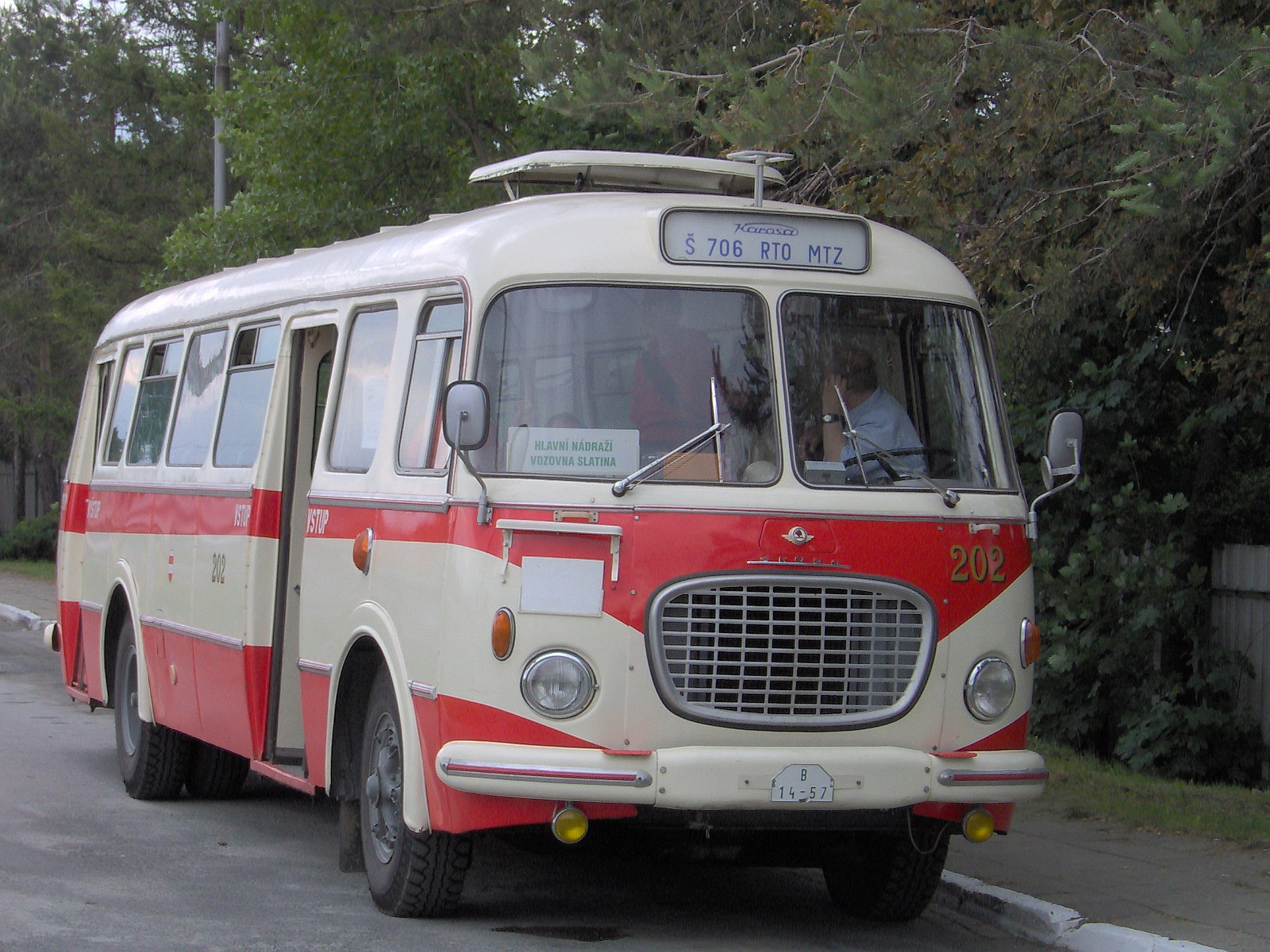
Autobus Škoda 706 RTO
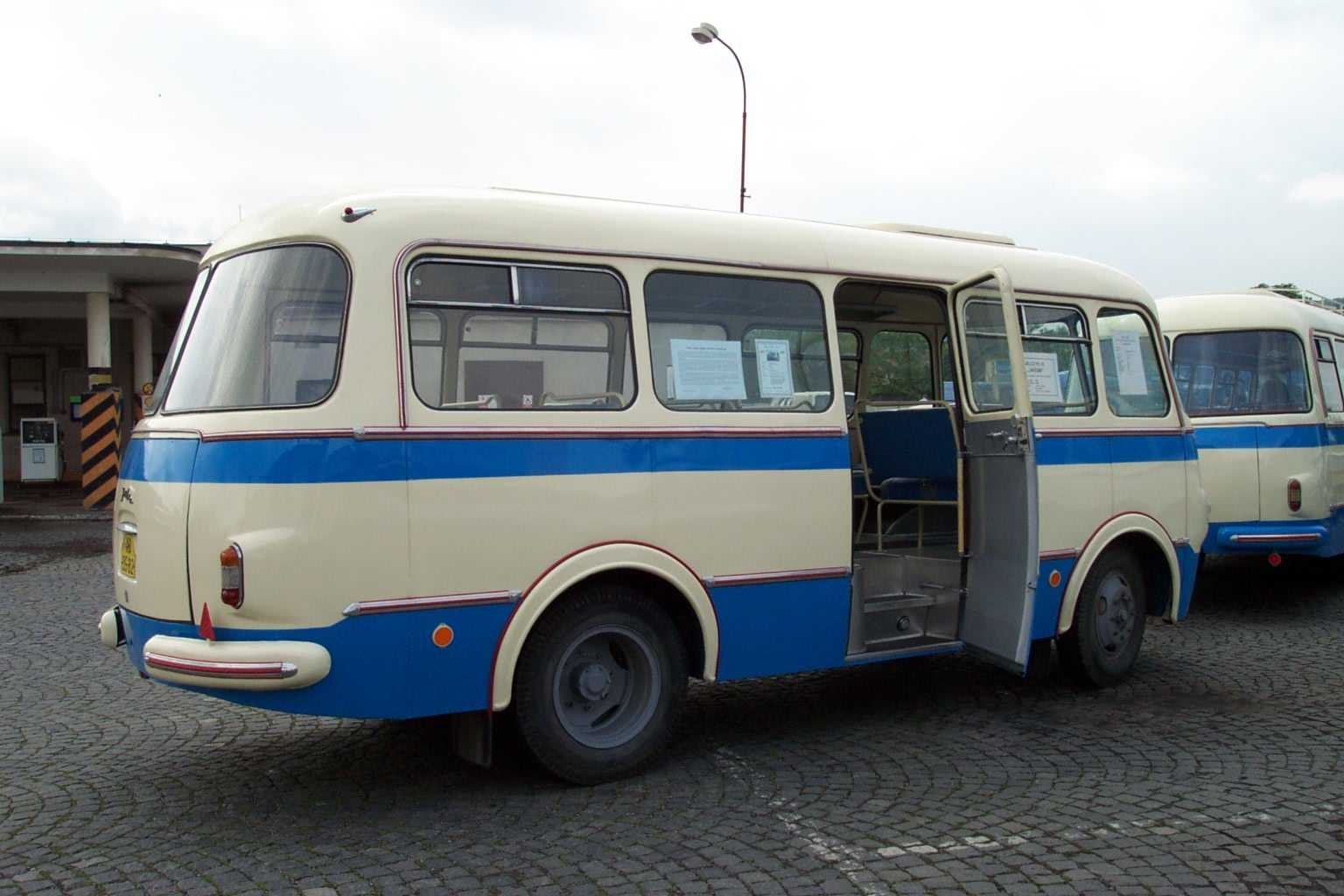
Autobusový přívěs
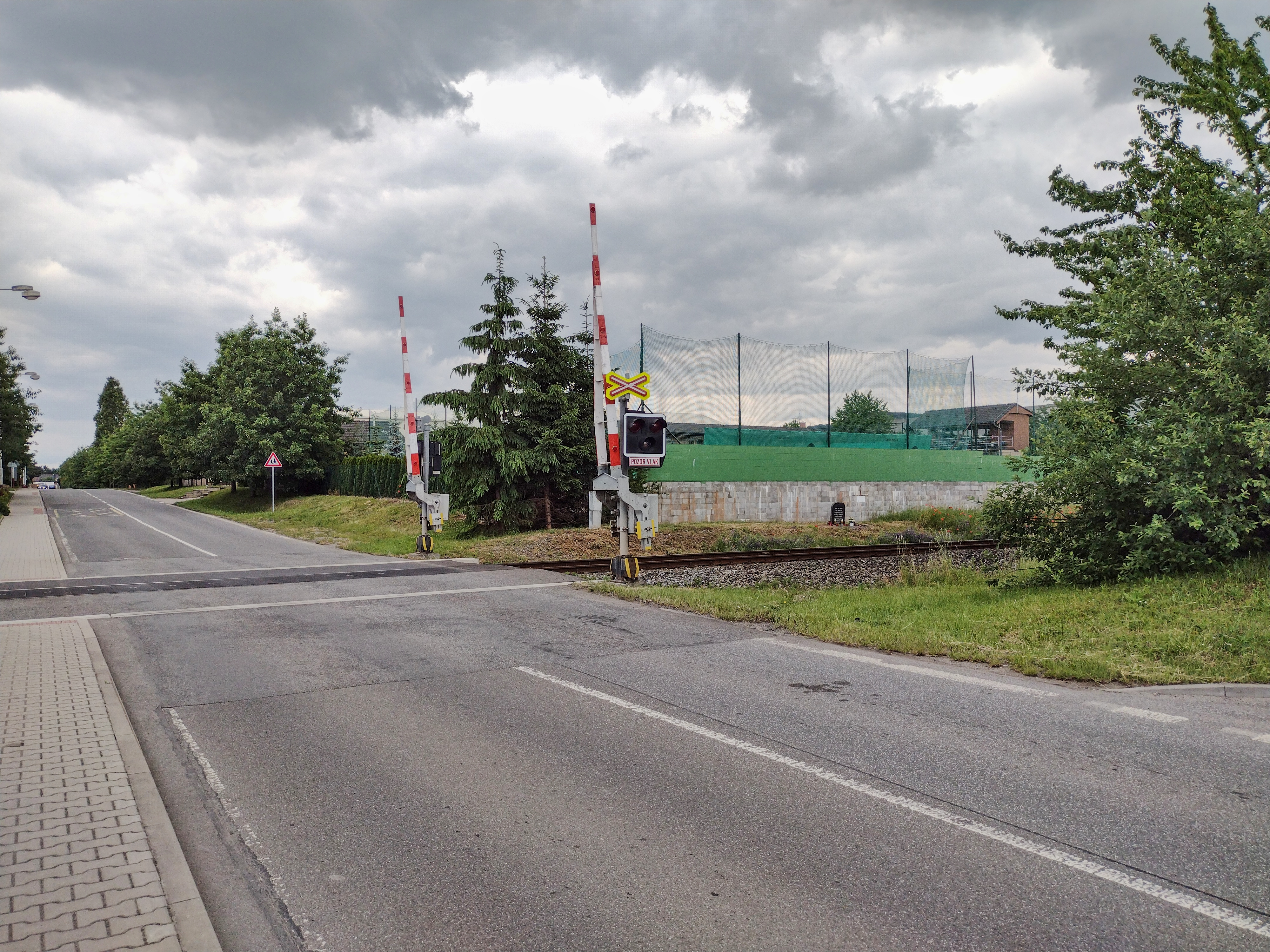
Přejezd P2805 v Bezděčíně